# تشيانج تشونغ مي
تشيانج تشونغ مي (بالإنجليزية: Chiang C. Mei) وُلد في يوم 4 أبريل عام 1935، هو أستاذ الهندسة الفخري في قسم الهندسة المدنية والبيئية في معهد ماساتشوستس للتكنولوجيا، المعروف بمساهماته في ميكانيكا الموائع مع تطبيقاتها في المجالات في الهندسة المدنية والبيئية والساحلية.
لقد كان تشيانج تشونغ مي مؤلفًا مشاركًا في مجلة ميكانيكا الموائع و حصل على جائزة موفات نيكول في عام 1992 وجائزة الهندسة الساحلية الدولية في عام 1995، وكلاهما من الجمعية الأمريكية للمهندسين المدنيين. حصل على ميدالية ثيودور فون كارمان في عام 2007.
وتم تخصيص ورشة العمل الدولية الرابعة والعشرون حول الأمواج المائية والهيئات العائمة لعام 2009 من أجل مناسبة تقاعد تشيانغ تشونغ مي وفي نفس العام، تم تنظيم "ندوة سي مي" حول ميكانيكا الموجات والهيدروديناميكية "في المؤتمر الدولي حول هندسة المحيطات والبحار والجزر المتجمدة 

## تعليمه وحياته
تلقي تشيانج تشونغ مي درجة البكالوريوس الخاصة به في عام 1955 من جامعة تايوان الوطنية بينما حصل علي درجة الماجستير من جامعة ستانفورد عام 1958 وحصل علي درجة الدكتوراة من معهد كاليفورنيا للتقنية في عام 1963، وتزوج من كارول.

## كُتبه
- تشيانغ مي (1989). الديناميكا التطبيقية علي سطح موجات المحيط. سنغافورة: وورلد سيانتفك. ISBN:9971-5-0773-0.
- تشيانغ مي (1997). التحليل الرياضي في الهندسة. مطبعة جامعة كامبريدج. ISBN:0-521-58798-0.
- تشيانغ مي؛ مايكل ستياسن؛ ديك يوي (2005). نظرية وتطبيقات سطح موجات المحيط، الجزء الأول:الجوانب الخطية، الجزء الثاني:الجوانب الغير خطية. وورلد سيانتيفك. ISBN:981-238-8931.
- تشيانغ مي؛ بوجدان فيرينسكو (2010). الطرق المتجانسة للميكانيكا متعددة القطاعات. وورلد سيانتيفك. ISBN:978-981-428244-4. مؤرشف من الأصل في 2020-05-03.

## روابط خارجية
الموقع الرسمي